# Gerhard Hess (Historiker)

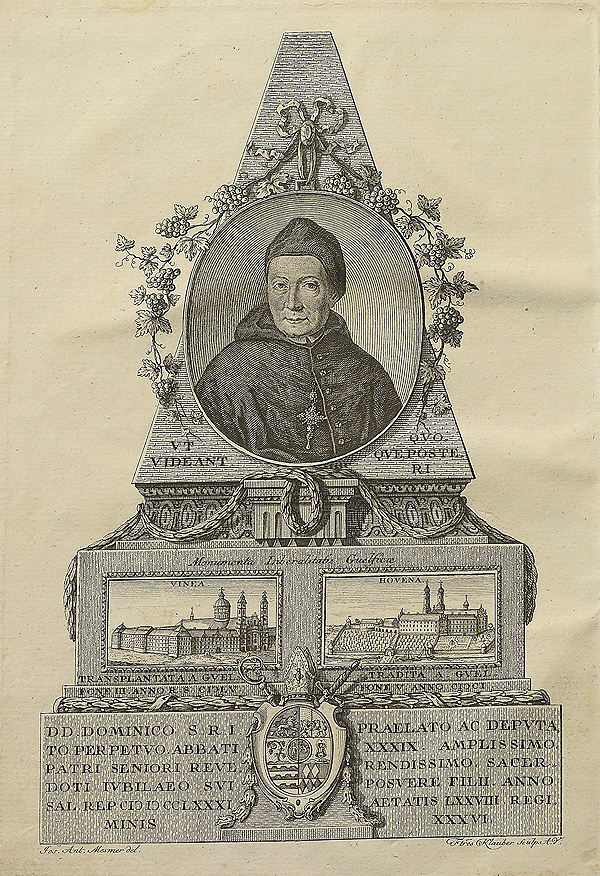
Frontispiz des Prodromus Monumentorum Guelficorum mit einem Porträt des Abtes Dominikus Schnitzer und zwei Ansichten des Klosters Weingarten, 1781

Gerhard Hess, auch latinisiert Gerardus Hess (* 11. Oktober 1731 in Oberstetten bei Ochsenhausen; † 4. Dezember 1802 in Thüringen) war ein deutscher Benediktinermönch und Historiker.
Hess studierte in Innsbruck Philosophie und trat 1750 in das Kloster Weingarten ein. 1752 legte er die Profess ab, 1755 wurde er zum Priester geweiht. Hess lehrte in Weingarten Philosophie und Theologie. 1777 wurde er zum Prior ernannt, ab 1785 war er Statthalter in der klösterlichen Herrschaft Blumenegg.
Hess veröffentlichte zwei Arbeiten zur Geschichte der Welfen und des Klosters Weingarten. Eine Fortsetzung scheiterte daran, dass er das Archiv und die Bibliothek des Klosters in Blumenegg nicht mehr zur Verfügung hatte.
Hess starb 1802, ein Jahr vor der zwangsweisen Auflösung des Klosters Weingarten durch den Reichsdeputationshauptschluss und wurde in der Thüringer Pfarrkirche bestattet.

## Werke
- Positiones ex Logica et Metaphysica, Altdorf (heute: Weingarten) 1760.
- Prodromus Monumentorum Guelficorum Seu Catalogus Abbatum Imperialis Monasterii Weingartensis, Augsburg 1781 (Digitalisat).
- Monumentorum Guelficorum pars historica seu scriptores rerum Guelficarum..., Kempten 1784 (Digitalisat, Digitalisat).